# Verbascum eriocarpum
Verbascum eriocarpum är en flenörtsväxtart som först beskrevs av Josef Franz Freyn och Sint., och fick sitt nu gällande namn av Joseph Friedrich Nicolaus Bornmüller. Verbascum eriocarpum ingår i släktet kungsljus, och familjen flenörtsväxter. Inga underarter finns listade i Catalogue of Life.